# ASIAN WALK
ASIAN WALK（エイジアン・ウォーク）は、かつてJFNC（ジャパンエフエムネットワーク）が制作、Bラインネットで全国放送されていたラジオ番組である。

## 概要
- 開発途上著しいアジア諸国の今を、経済情勢、流行、エンターテイメントに至るまで、各国のヒット曲と共に紹介していく60分番組。完全パッケージメディアで制作。各局共に、一貫して週末の早朝に放送していた。
- 最終回の時点では、放送されていた全ての局で、土曜日の午前5時から6時までの時間帯で放送していた。
- 当初は数局程度での放送だったが徐々にネット局を増やし、自社制作率の高い大都市圏を除くほとんどの地方系列局で放送されるまでになっていった。一時はTOKYO FMでも放送された。後番組は『PEOPLE』。週替わりという形態には変わっているが、同種の情報番組である。

## 放送期間
- 1994年10月～2003年3月

## ナビゲーター
- おおたか静流（1994年10月～1995年3月）
- 斉木洋子（1995年4月～2003年3月）

## 主なコーナー
- Eye on ASIA：毎回一つのテーマで、各国の最新トピックスを数点紹介。
- ASIAN Club：各国の流行スポット、珍スポットなどを取材、紹介。
- The face of ASIA：ゲストコーナー。アジアスターやアジアに造詣が深い人物が出演。
- Check it!ASIA：各国で話題のヒット曲、映画など、気になるものをイチ早くチェック。

## ネット局
| 放送地域      | 放送局                           | 放送期間              | 備考                                                                                                |
| ------------- | -------------------------------- | --------------------- | --------------------------------------------------------------------------------------------------- |
| 青森県        | エフエム青森                     | 1995年4月〜           | |
| 秋田県        | FM秋田(AFM)                      | 1995年10月〜          | |
| 岩手県        | FM岩手                           | 1995年10月〜          | 当初は自社番組『ゲンちゃんの朝めし前だよっ！』放送のため、5時45分で終了。                           |
| 山形県        | FM山形(Boy-FM)                   | 1995年10月〜          | |
| 福島県        | ふくしまFM 1995年10月1日開局     | 1995年10月〜          | 1996年10月〜2002年3月、TFM発『SATURDAY KICK OFF』をネット。 1997年4月〜2000年3月、日曜6時から放送。 |
| 栃木県        | レディオ･ベリー                  | 1995年10月〜1996年3月 | 土曜5時から放送していた。 1996年4月〜2002年3月、TFM発『SATURDAY KICK OFF』をネット。                |
| 群馬県        | FM群馬                           | 1995年10月〜          | 1996年4月〜2002年3月、TFM発『SATURDAY KICK OFF』をネット。同期間の放送なし                          |
| 東京都        | TOKYO FM                         | 2000年4〜9月          | 日曜5時から放送していた。                                                                           |
| 新潟県        | FM新潟                           | 1994年10月〜          | 1996年4月〜2002年3月、TFM発『SATURDAY KICK OFF』をネット。 2000年10月〜2002年3月、日曜5時から放送。 |
| 長野県        | FM長野                           | 1995年10月〜          | 1996年4月〜2002年3月、TFM発『SATURDAY KICK OFF』をネット。 1999年10月〜2002年3月、日曜8時から放送。 |
| 富山県        | FMとやま                         | 1995年10月〜          | |
| 石川県        | HELLO FIVE                       | 1994年10月〜          | 1995年10月〜1999年9月、『北陸大学ASIAN WALK』として、55分の短縮放送。                               |
| 福井県        | FM福井                           | 1997年4月〜           | |
| 静岡県        | K-MIX                            | 1995年4月〜           | 1996年4月〜2002年3月、TFM発『SATURDAY KICK OFF』をネット。同期間の放送なし                          |
| 愛知県        | FM AICHI                         | 1994年10月〜1999年3月 | 土曜5時から放送していた。                                                                           |
| 岐阜県        | 岐阜FM(Radio80) 2001年4月1日開局 | 2001年4月〜           | |
| 三重県        | FM三重                           | 1995年10月〜          | |
| 滋賀県        | E-Radio 1996年12月1日開局        | 1996年12月〜          | |
| 島根県 鳥取県 | エフエム山陰(V-air)              | 1995年10月〜          | |
| 岡山県        | FM岡山 1999年4月1日開局          | 1999年4月〜           | |
| 山口県        | FM山口                           | 1995年10月〜          | |
| 徳島県        | FM徳島                           | 1995年10月〜          | |
| 香川県        | FM香川                           | 1995年10月〜          | |
| 高知県        | FM高知                           | 1995年10月〜          | |
| 大分県        | FM大分                           | 1995年10月〜          | 1997年10月〜1999年9月は放送中断。                                                                   |
| 長崎県        | SMILE-FM （現：fm nagasaki）     | 1999年10月〜          | |
| 佐賀県        | FM佐賀                           | 2001年4月〜           | |
| 熊本県        | FM中九州(FMK)                    | 1995年10月〜          | |
| 宮崎県        | FM宮崎(JOY FM)                   | 1995年10月〜          | |
| 鹿児島県      | FM鹿児島(μFM)                    | 1995年10月〜          | |
| 沖縄県        | FM沖縄                           | 1995年10月〜          | |